# Soizé
Ne doit pas être confondu avec Soize.
Soizé est une ancienne commune française située dans le département d'Eure-et-Loir en région Centre-Val de Loire. Depuis le 1er janvier 2019, Soizé est commune déléguée de la commune nouvelle d'Authon-du-Perche.

## Géographie

### Situation

Situation géographique
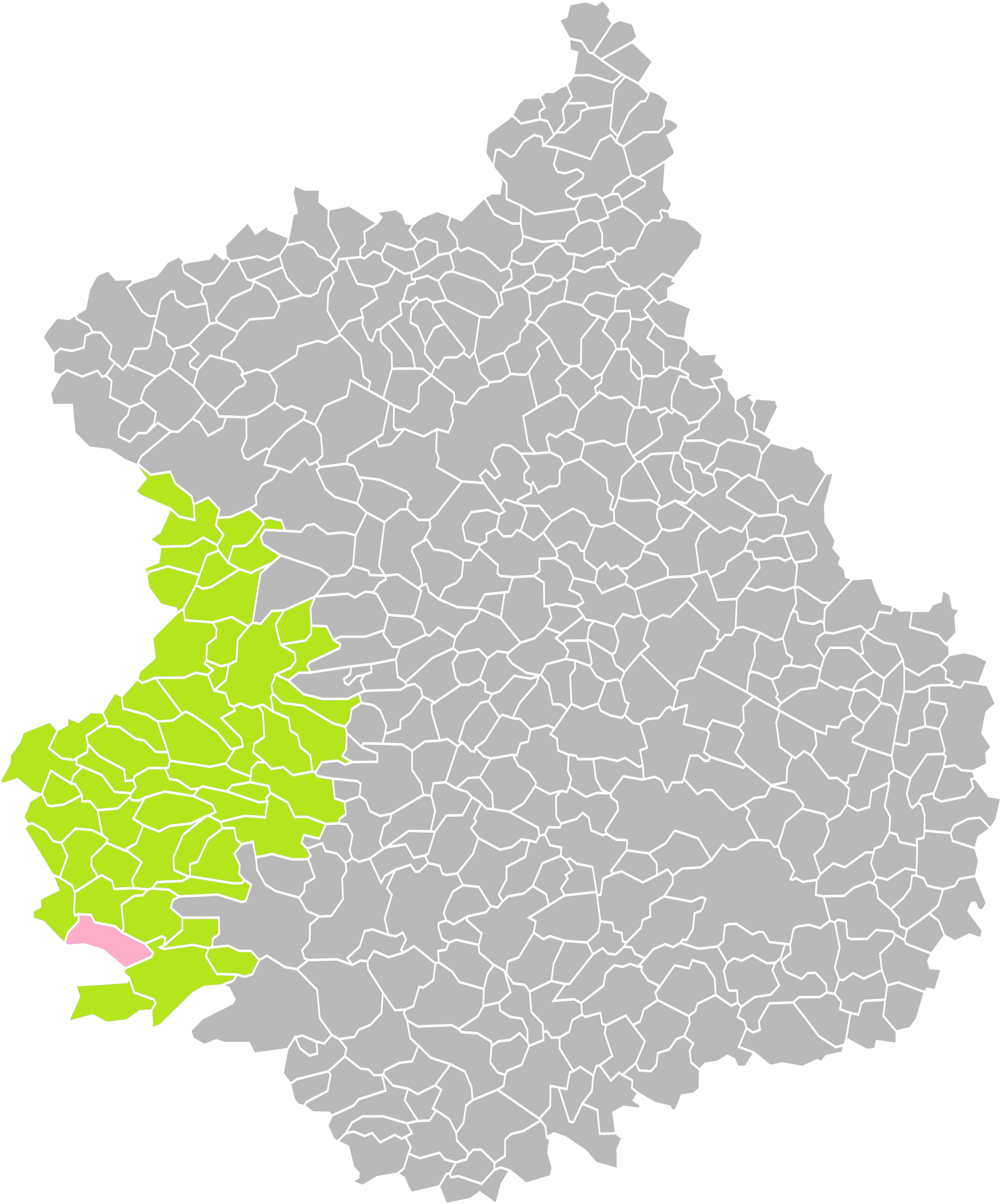
Soizé dans son arrondissement.
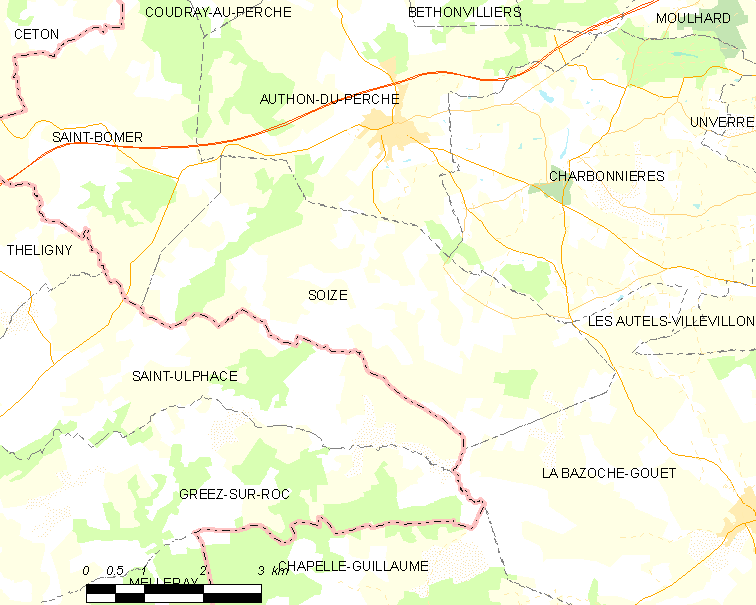
Carte de la commune de Soizé.

### Communes et département limitrophes
| Saint-Bomer       | Authon-du-Perche       | Charbonnières          |
| Théligny (Sarthe) | Soizé                  | Les Autels-Villevillon |
|                   | Saint-Ulphace (Sarthe) | La Bazoche-Gouet       |

### Hydrographie
La commune abrite la source de la Sonnette, affluent en rive droite du Sainte-Suzanne, sous-affluent de la Loire par l'Ozanne, le Loir, la Sarthe et la Maine.

## Toponymie
Bas latin Sosiacus. Gentilice Sosius et suffixe -acum. Soisé, 1128 (cartulaire de l'abbaye de la Sainte-Trinité de Tiron, t. 1) ; Soiseium, 1177 (cartulaire de Tiron, t. 2) ; Choesay, 1291 (cartulaire de Tiron, t. 2) ; Soyzay, 1464 (A.D. 28-H, abbaye de Tiron) ; Soizay, 1564 (archives départementales d'Eure-et-Loir-H, abbaye de Tiron) ; Souazay, 1649 (archives départementales d'Eure-et-Loir-H, abbaye de Tiron) ; Soizé, 1740 (bibliothèque municipale d’Orléans, Ms 995, fol. 237) ; Saizay, 1777 (archives départementales d'Eure-et-Loir-H, abbaye de Tiron) ; Soisé, XVIIIe s. (Carte de Cassini).
La collecte fiscale de Soizé prend souvent le nom de Saulce, du nom d’un hameau de la commune.

## Histoire
À la suite de l'arrêté du 9 juillet 2018 portant création de la commune nouvelle en lieu et place des anciennes communes d'Authon-du-Perche et de Soizé, les deux anciennes communes reçoivent le statut de commune déléguée.

## Politique et administration

### Liste des maires
| Période      | Période  | Identité     | Étiquette | Qualité              |
| ------------ | -------- | ------------ | --------- | -------------------- |
| janvier 2019 | En cours | Pierre Ferré | DVG       | Agriculteur retraité |

| Période                                  | Période          | Identité     | Étiquette | Qualité              |
| ---------------------------------------- | ---------------- | ------------ | --------- | -------------------- |
| mars 1989                                | 31 décembre 2018 | Pierre Ferré | DVG       | Agriculteur retraité |
| Les données manquantes sont à compléter. |                  |              |           |                      |

## Population et société

### Démographie
L'évolution du nombre d'habitants est connue à travers les recensements de la population effectués dans la commune depuis 1793. Pour les communes de moins de 10 000 habitants, une enquête de recensement portant sur toute la population est réalisée tous les cinq ans, les populations de référence des années intermédiaires étant quant à elles estimées par interpolation ou extrapolation. Pour la commune, le premier recensement exhaustif entrant dans le cadre du nouveau dispositif a été réalisé en 2004.

En 2016, la commune comptait 300 habitants, en évolution de −2,91 % par rapport à 2010 (Eure-et-Loir : −0,23 %, France hors Mayotte : +2,11 %).
| 1793 | 1800 | 1806 | 1821 | 1831 | 1836 | 1841 | 1846 | 1851 |
| ---- | ---- | ---- | ---- | ---- | ---- | ---- | ---- | ---- |
| 756  | 820  | 802  | 784  | 806  | 805  | 816  | 819  | 778  |

| 1856 | 1861 | 1866 | 1872 | 1876 | 1881 | 1886 | 1891 | 1896 |
| ---- | ---- | ---- | ---- | ---- | ---- | ---- | ---- | ---- |
| 761  | 756  | 808  | 766  | 792  | 791  | 748  | 756  | 756  |

| 1901 | 1906 | 1911 | 1921 | 1926 | 1931 | 1936 | 1946 | 1954 |
| ---- | ---- | ---- | ---- | ---- | ---- | ---- | ---- | ---- |
| 742  | 724  | 651  | 609  | 594  | 580  | 532  | 595  | 502  |

| 1962 | 1968 | 1975 | 1982 | 1990 | 1999 | 2004 | 2006 | 2009 |
| ---- | ---- | ---- | ---- | ---- | ---- | ---- | ---- | ---- |
| 466  | 377  | 360  | 293  | 268  | 249  | 275  | 274  | 306  |

| 2014 | 2016 | - | - | - | - | - | - | - |
| ---- | ---- | - | - | - | - | - | - | - |
| 298  | 300  | - | - | - | - | - | - | - |

### Enseignement
Le petit village accueille, en plus d'Authon-Du-Perche, une école primaire regroupant en 2 classes les niveaux CE1-CE2 et CM1-CM2.

### Manifestations culturelles et festivités
Chaque année est organisée une brocante ayant lieu le week-end de Pâques. Brocante durant laquelle le four à pain du village est remis en fonction pour proposer une vente de pain maison cuit au feu de bois, mais également une visite gratuite de ce four à pain ancien, qui avait fermé ses portes en 1979 mais qui les a rouvertes en 1996.
Brocante également accompagnée d'une tombola on ne peut plus originale, car celle-ci consiste à estimer le poids d'un porcelet pour pouvoir le remporter en fin de journée. Boisson et restauration sont prévues sur place pour les exposants et les promeneurs.

## Culture locale et patrimoine

### Lieux et monuments
Soizé comprend un hameau d'environ 40 habitants, Le Saulce, lieu-dit où passe la Sonnette.

#### Église Saint-Thomas
Inscrit MH (2012).
Le sanctuaire de Saint-Thomas est attesté en 1117, dans une charte du cartulaire de l'abbaye de Thiron. De l'époque romane, il reste quelques petites fenêtres de la façade occidentale.
Les premières transformations apparaissent vers 1550 (porte de style Renaissance).
Les secondes transformations ont lieu à la fin du XIXe siècle.
Ce lieu de culte contient de nombreuses peintures, essentiellement du XVIIe siècle, qui ont été restaurées en 2006 par Marie-Dominique Rouilly. Il abrite également le tableau Le Baptême du Christ, peinture à l'huile sur bois du XVIe siècle,  Classé MH (2006).

#### Presbytère
Presbytère du XIXe siècle.

### Personnalités liées à la commune
- Émile Courtin (1923-1997), peintre reconnu né à Soizé le 16 décembre 1923.